# Data Documentation Initiative
Data Documentation Initiative (también conocido como DDI o metadatos DDI) es un proyecto internacional que inició en 1995 con el fin de crear y mantener un estándar de documentación técnica para describir y conservar las informaciones estadísticas y más globalmente las informaciones y datos de encuestas en ciencias humanas y sociales.
En efecto, la reutilización de los datos de encuestas requiere una documentación detallada y confiable para permitir nuevos tratamientos estadísticos. Tal documentación  consiste, por un lado, en instrumentos de recopilación de datos (cuestionarios y formularios) y por otro, de los sistemas de referencia que permiten codificar la información (nomenclaturas, códigos o diccionarios de variables). La estandarización de esta documentación y el formato de los archivos que la componen facilita tanto la investigación como la reutilización de estos datos en nuevos estudios gracias a la precisión de los datos contextuales.
Los 34 miembros actuales de la Alianza son instituciones especializadas de muy numerosos países, incluida la Red Canadiense de Centros de Datos de Investigación (RCCDR) o Estadístico Canadá.

## Especificaciones DDI
La especificación DDI, escrita en XML, proporciona un formato para el contenido, el intercambio, y la conservación de las informaciones relacionadas con un estudio, sus resultados y los datos del estudio ellas-mismas. La versión 3.1 de 2009 del estándar DDI, corregida en octubre de 2010 es la versión actual.
La versión 3.0 toma cuenta el ciclo de vida de producción de un estudio, desde el diseño hasta la reutilización de sus resultados. Hay una especificación más sencilla para documentar datos de encuestas simples: DDI-Codebook.
Para algunos datos (Tiempo, Unidad, Eventos de un ciclo de vida, ...), se propone el uso de vocabulario controlado y lenguaje común para cumplir con los requisitos de reutilización e interoperabilidad de los datos entre los estudios.
La comunidad de DDI también ha creado varios recursos para ayudar a desarrollar el formato estandarizado: preguntas frecuentes, ejemplos, herramientas, materiales de comunicación y eventos.

## Relaciones entre DDI ySDMX
SDMX es una iniciativa que pretende promover el intercambios de datos y metadatos estadísticos. Este formato ha sido concebido por las principales instituciones productoras y usuarias de datos estadísticos como la Oficina Estadística de la Comunidad Europea (Eurostat), la Organización para la Cooperación y Desarrollo Económico (OCDE) o la Organización de las Naciones Unidas (división estadística). Estos dos formatos, DDI y SDMX, pueden ser aprovechados de manera complementaria, y son objeto de estudios comparativos.

## Despliegue del estándar DDI
- Colombia

El Departamento Administrativo Nacional de Estadística (DANE) de Colombia ha implementado un Archivo Nacional de Datos (ANDA) público, para que los usuarios puedan conocer y descargar metadatos y en algunos casos microdatos relacionados con las operaciones estadísticas certificadas por dicha entidad y cuya documentación está basada en los estándares DDI y Dublin Core.